# Гирканская гаичка
Гирканская гаичка (лат. Poecile hyrcanus) — небольшая птица из семейства синицевых.

## Замечания по систематике
Длительное время гирканская гаичка рассматривалась в качестве подвида средиземноморской гаички (Poecile lugubris). Согласно исследованиям В. М. Лоскота в 1970-х годах и последующим генетическим исследованиям Johansson et al. 2013 у таксона доказана видовая самостоятельность. Гирканская гаичка является наиболее близким видом к пухляку (Poecile montanus).

## Описание
Небольшая птица, буроголовая синица плотного телосложения, с большой головой, короткой шеей и невзрачным оперением. Длина около 12,5 — 14 см. Тёмное пятно на горле не большого размера, с не резкими и нечеткими краями. В свежем осеннем оперении охристый цвет по бокам тела распространяется на нижнюю часть брюшка. В гнездовом оперении на вершинах больших кроющих второстепенных маховых перьев светлые пятна отсутствуют. Песня состоит из 3—5-кратного повторения одной строфы «тиу», характерный сигнал тревоги «тчеррерр».
Питается мелкими беспозвоночными и их личинками, а также семенами и плодами. Гнездо устраивается в гнилом стволе или пне мёртвого дерева. Количество яиц в кладке варьируется от 5 до 7, они белые со слабыми красноватыми пятнами или пестринами.

## Ареал
Вид является представителем эндемичной гирканской фауны. Обитает на ограниченном ареале на территории южно-каспийских горных лесов от Талышских гор до Эльбурса.
Большинство сообщений о находках вида касается Ирана. Вид является достаточно стенотопным, гнездится на территории узкой полосы горного леса (500—2000 м н.у.м. с оптимумом в верхней его части. Территория ареал ограничена — составляет примерно 500 км вдоль цепи Эльбурса и Талышских гор с оптимумом в районе Центрального Эльбурса.
Численность вида представляется достаточно низкой.